# Ludmila Jandová
Ludmila Jandová, rozená Kalibánová (3. srpna 1938 Osík u Litomyšle – 20. října 2008 Litomyšl), byla česká malířka, kreslířka, grafička a ilustrátorka, žačka profesorů Vladimíra Silovského a Vojtěcha Tittelbacha. 

## Život
Specializovala se především na přírodní a církevní témata. Její díla zdobí mimo jiné katedrálu svatého Ducha či královéhradeckou biskupskou rezidenci, vytvořila též logo pro Diecézní eucharistický kongres, který proběhl v Hradci Králové v roce 2002.
Za celoživotní dílo a přínos pro církev jí papež Jan Pavel II. udělil vyznamenání „pro ecclesia et pontifice“, Litomyšl jí udělila Zvláštní Cenu za přínos městu. Jejím manželem byl akademický sochař František Janda (* 1931).

## Vyznamenání
- Pro Ecclesia et Pontifice